# Paneuropski prometni koridor VII
Paneuropski prometni koridor VII je jedan od Paneuropskih prometnih koridora. To je unutarnji plovni put Dunavom od Njemačke kroz Beč do Crnog mora. Koridor ide kroz Njemačku, Austriju, Slovačku, Mađarsku, Hrvatsku, Srbiju, Bugarsku i Rumunjsku. Ogranak kod Bukurešta vodi kroz Moldaviju i Ukrajinu. 
Važnije točke na ovom koridoru su Bratislava u Slovačkoj, Jura u Mađarskoj, Ruse i Lom u Bugarskoj i Constanța u Rumunjskoj.

## Vanjske poveznice
- Paneuropski prometni koridori Hrvatska enciklopedija